# Чудінов Ігор Віталійович
Ігор Віталійович Чудінов (кирг. Игорь Витальевич Чудинов; нар. 21 серпня 1961) — киргизький державний і політичний діяч, прем'єр-міністр Киргизької Республіки від грудня 2007 до грудня 2009 року.

## Життєпис
1983 року закінчив Киргизький державний університет за спеціальністю «математик». Того ж року розпочав свою трудову діяльність на посаді інженера-програміста на Фрунзенському заводі ЕОМ імені 50-річчя СРСР.
1990 року зайняв пост другого секретаря ЦК ЛКСМ республіки. У 1991—1992 роках Чудінов був слухачем Міжнародної бізнес-школи в Москві. Від 1994 до 2005 року займався бізнесом.
У 2007-2009 роках очолював уряд Киргизької Республіки. Незадовго до відставки, 6 листопада, був призначений на посаду генерального директора Фонду розвитку Киргизстану. У серпні 2010 року був заарештований за звинуваченням у зловживанні посадовим становищем і нецільовому використанні державного кредиту. 12 серпня того ж року був звільнений з-під варти під підписку про невиїзд.
У жовтні 2015 року був обраний до лав Жогорку Кенеш.
19 грудня 2017 року був визнаний винним у зловживанні посадовим становищем і засуджений до значного грошового штрафу.
14 червня 2018 року Центральна виборча комісія Киргизстану достроково припинила повноваження Ігоря Чудінова як депутата Жогорку Кенеш.